# 토요일 밤의 남자
《토요일 밤의 남자》(Mr. Saturday Night)는 미국에서 제작된 빌리 크리스탈 감독의 1992년 코미디, 드라마 영화이다. 빌리 크리스탈 등이 주연으로 출연하였다.

## 출연

### 주연
- 빌리 크리스탈
- 데이빗 페이머

### 조연
- 줄리 워너
- 헬렌 헌트
- 메리 마라
- 제리 오바치
- 론 실버
- 세이지 알렌
- 제이슨 마즈든

## 기타
- 공동제작: 피터 쉰들러
- 미술: 앨버트 브레너
- 의상: 루스 마이어스